# 荒野のコルピクラーニ
荒野のコルピクラーニ (Voice of Wilderness) は、コルピクラーニのアルバム。
前作『翔び出せ! コルピクラーニ』のミュージック・ビデオ「酒場で格闘ドンジャラホイ」が話題になっていたことを受け、日本盤にこのビデオと「「狩り」こそ漢の宿命」が収録された。このアルバムが成功を収めたことから、2006年4月にコルピクラーニ名義のアルバム全ての日本盤が発売されることになった。

## 収録曲
1. サウナでひとっ風呂 - Cottages And Saunas
2. 旅行けば - Journey Man
3. 燃えろ！キャンプファイヤー - Fields In Flames
4. 魔の森に立ち向かえ！ - Pine Woods
5. 森の中でハッスルハッスル - Spirit Of The Forest
6. 大自然って気持ちいい - Native Land
7. 「狩り」こそ漢の宿命 - Hunting Song
8. ビール飲み放題 - Ryyppäjäiset
9. 吐くまで飲もうぜ - Beer, Beer
10. 実録！フィンランド昔話 - Old Tale
11. 哀しみのコルピクラーニ - Kädet Siipinä

## 参加ミュージシャン
- ヨンネ・ヤルヴェラ Jonne Jarvela - ヴォーカル、ギター
- トニ・ホンカネン Toni Honkanen - ギター
- ケーン Cane - ギター
- アルト・ティッサリ Arto Tissari - ベース
- マットソン Matson - ドラムス
- アリ・マータ Ali Maatta - パーカッション
- ヒッタヴァイネン Hittavainen- ヴァイオリン、ヨウヒッコ、フルート